# 暴走族

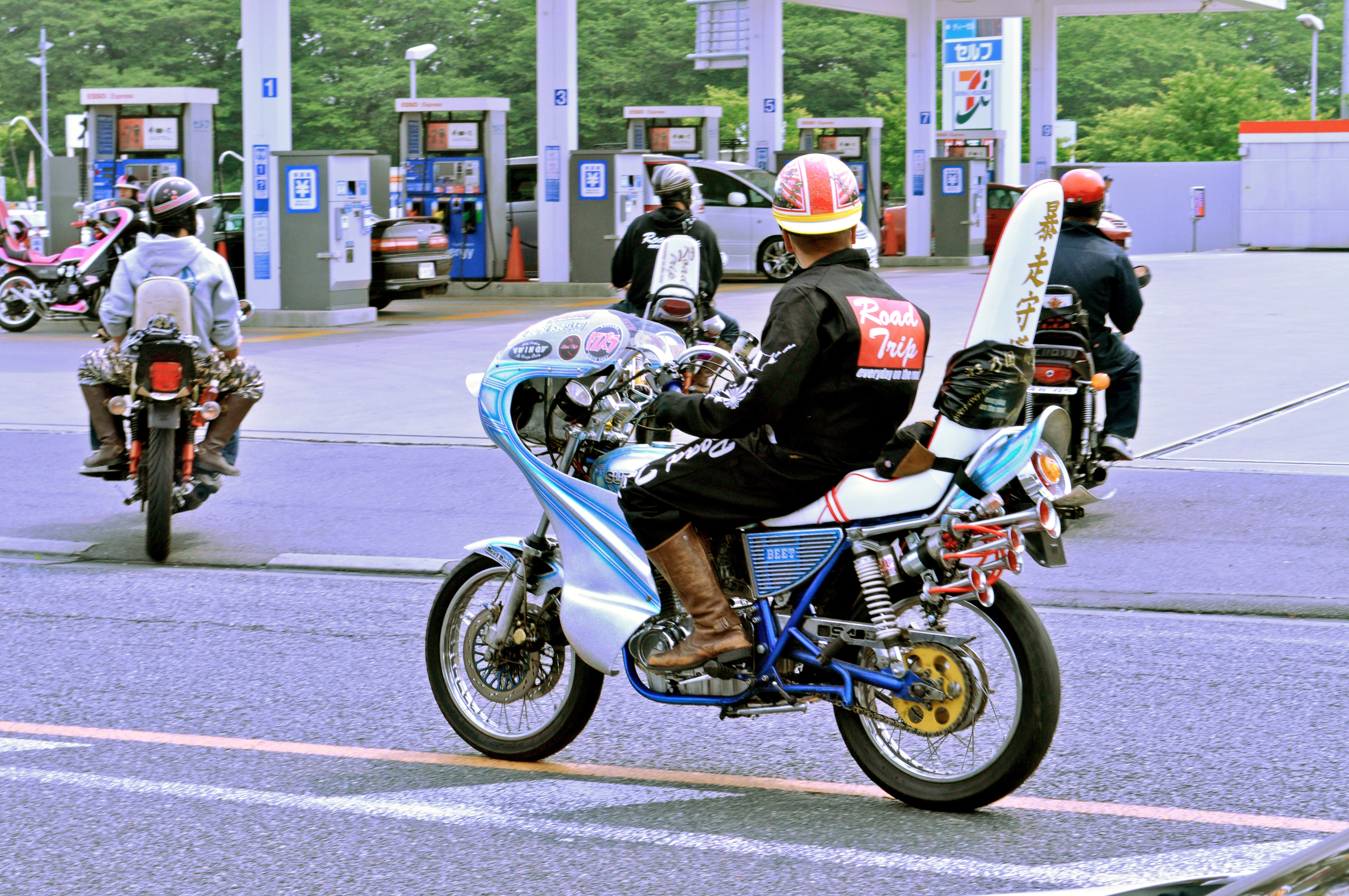
2013年の暴走族

暴走族（ぼうそうぞく）は、自動車、オートバイなどを乗り回し、騒音をまき散らしたり無謀な運転をする集団。

## 概要

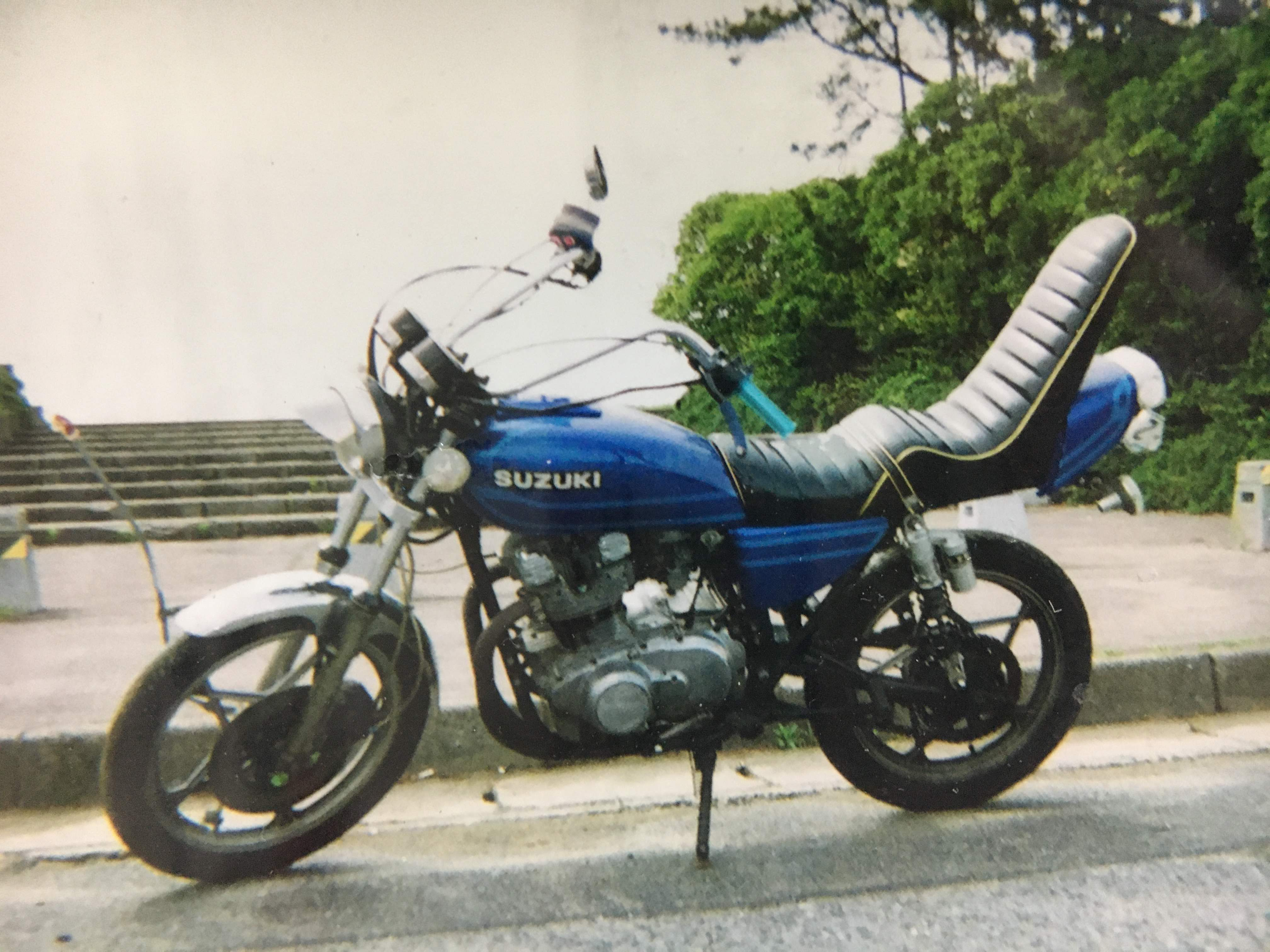
暴走族車両 GS400E

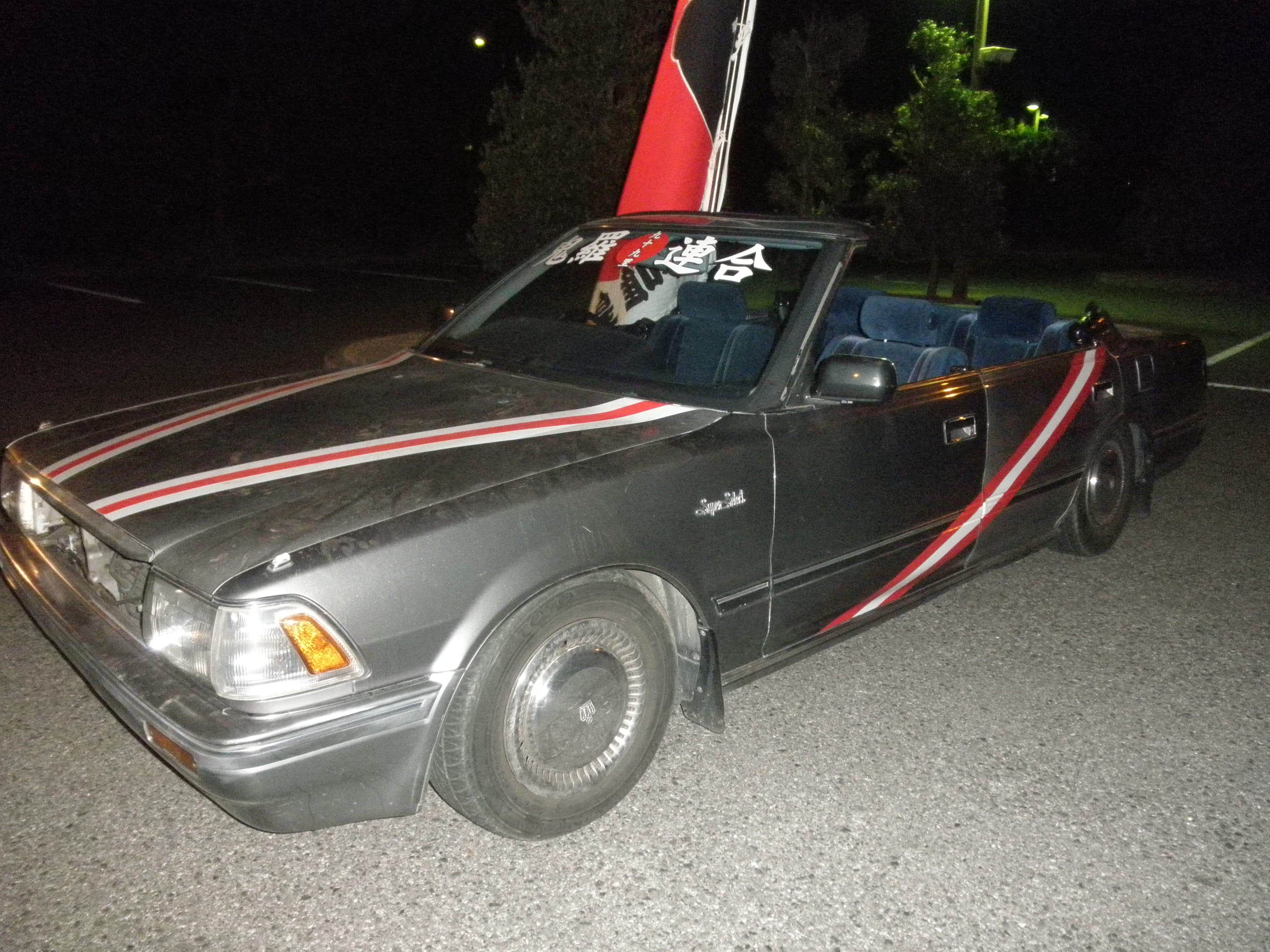
暴走族車両

2023年時点で、日本全国に137グループが確認されている。集団による交通の妨害や危険をもたらす一連の行動は、主に道路交通法の共同危険行為として罰せられる。また、集団の自動車やオートバイは、ほとんどが違法改造車であるため、この点で検挙されることもある。
2004年11月現在、共同危険行為で摘発された場合、最高で2年の懲役または50万円の罰金、交通反則通告制度に基づく違反点数25点が課され、運転免許取り消し後の欠格期間（免許を再取得できない期間）が２年におよぶ。このため、摘発された場合には、その後の就業に支障をきたす部分もあり、取り締まりも年々強化されていることから、全盛期と比べて構成者の大幅な減少も見られ、兵庫県では暴走族グループ（5人以上が所属するグループ）が姿を消した。
一方で、小人数でゲリラ的に暴走するケースが増えている。
このことは、「たまたまその場に居合わせただけ」という逃げ口が設けられるため、「集団」に対する取り締まり方法である共同危険行為を適用しにくいという問題も生じさせている。また、警察車両がこれらの犯罪行為を確認したとしても、自動車の入り込めない路地裏などへ逃げ込まれるといったケースも増加している。

## 分類
警察の分類では、大きく分けて「共同危険型」と「違法競走型」の二種の分類が存在する。

### 共同危険型
マフラーのサイレンサー(消音機)を外したり、マフラーを短く切断するなどして、意図的に大きなエンジン排気音を発生させる、あるいは大音響のホーンを鳴らすといった騒音を出したり、何台も車両を連ねて路上を占拠し低速で蛇行走行などを行う形態の暴走族を、共同危険型暴走族という。おもに、幹線道路や繁華街の一般道路、一部高速道路などで活動する。集団走行などの暴走行為をメインに活動していることにくわえて、一般市民を威嚇したり、活動するテリトリー内で起きる暴走族同士の抗争事件などの暴力的側面や直接的に暴行や恐喝を行う犯罪傾向も併せ持ち、実質的にストリートギャングに近い集団である。
1970年代から1980年代にかけて大きく社会問題化したこともあり、一般に「暴走族」というと、この共同危険型暴走族の姿が想起されることが多い。構成員の多くが若い男性で、女性のみの集団は「レディース」という俗称で呼ばれることもある。車両改造は、排気音を大きくしたり派手な装飾を施すことに費やされることが主で、かつてはスポーツバイクが主流だったが、近年ではスクーターやセダン型の四輪自動車など多岐に渡る。
不良行為少年の代表格と見られることが多く、1970年代から1980年代にかけ、若者に人気の服装や髪型などが暴走族への所属有無にかかわらずファッションとして不良少年全般に広まっていた。ブームが終焉した後はより一般的なファッションに戻った者も少なくない。グループごとに地域性が強く、主に中学校の同級生同士の不良グループがチームを元に組織して結成され、周辺中学への征圧傘下を繰り返し、中学卒業後に暴走族として結成されるケースが多い（場合によっては高校の同級生同士で結成されるケースもある）。地元近圏を初めとした知人・後輩の不良グループを勧誘、複数の暴走族グループの連合化や傘下吸収等を繰り返し、組織の維持と勢力拡大を図っていく。そのため、それら中学校・高校の不良グループが結束したクラブ活動のような存在となり、加入予備軍となる軽度の不良少年に対しても背後で一定の影響を及ぼしている。さらには暴力団による資金提供のための下部組織として機能、または同団体への加入斡旋の場となるケースも多い。
地縁血縁等により比較的容易に参加できるが、上下関係の厳しい体育会系的な体質からグループ内に見られる「掟」や負の同調圧力などのために自発的な脱退が難しく、掟を破るとリンチを加えるなどで拘束される。一方で時代の変化とともに、掟の厳しさが青少年層に受け入れられにくくなり、1982年ごろを境に規模は縮小傾向にある。基本的に、18歳または成人となる20歳をもって暴走族から引退し、替わりに年少者を加入させるという慣習があるとされてきた。1990年代以降には、求心力の低下から後継者ができずに一定の年齢になっても引退できない状況に陥ったり、人数不足を成人OBの再加入によって賄ったりするなどで、構成員が高年齢化する傾向もある。
旧車會
成人版の共同危険型暴走族。2000年前後から、共同危険型の暴走族を引退した後も楽しさを忘れられない者や、参加経験はないものの関係者と接点を持っていた者などの成人が集まり、自らの現役時代に人気だったバイク（現在では絶版車＝旧車）を改造して活動するようになった。一般的な旧車愛好家によって主宰される旧車のオーナーズクラブ「旧車会」というジャンルが既に存在しており、類似する名称に拠る両者の混同なども発生している。
バイカー
成人版の共同危険型暴走族。1990年代中盤に一時的に流行した集団で、アメリカのアウトロー・モーターサイクルクラブに影響を受けた者が、彼らを模倣したファッションで暴走族同様の行為をするもの。暴走族との違いは服装と乗っているバイクであり、革ジャンや革パンなどのスタイルで統一し、アメリカンバイクを乗り回すのが特徴。

### 違法競走型
一台ずつや複数台で連なって、速度を競うように走行する形態の暴走族を、“違法競走型暴走族”という。山間部の峠道、直線・環状の一般道路や高速道路などにおいて、純正品より排出音の大きいマフラーに付け替えた車両を用いることや、ドリフト走行による摩擦音が発生することなどによって、通常の通行車両よりも大きな騒音を出して走る。本人らは共同危険型暴走族と同一視されることを嫌う傾向が強く「走り屋」の呼称を好んで用いる。速度を競う性質上「その進行を制御することが困難な高速度（刑法第208条の2）」での走行になりやすい運転の仕方であり、他の車両の運転者に危険を感じさせ急ブレーキをかけさせたり、無関係な人を巻き込んで死亡させる事故も起きている。
モータースポーツを真似た「イベント」を無断開催し、大規模なものになると、パーキングエリアや沿道などに同好の見物人も擁して占拠する。車両はスポーツカーなどの高速走行向きのものがおもに用いられ、走行性能を高めるための車両改造には、共同危険型暴走族よりも多額の資金を費やし違法改造をすることが多い。
1950 - 1960年代のカミナリ族の嗜好を受け継ぐ形態であり、歴史的には古いものであるが、1970 - 1980年代に共同危険型暴走族が社会問題化した印象が大きく、一般的な認知度は低かった。1990年代以降になって、共同危険型暴走族の活動が比較的下火になったことで相対的に違法競走型暴走族の比率が高まったため、社会問題として注目されるようになり警察などの取り締まりも本格化してきた。被害の大きい峠道などでは、夜間通行止めにせざるを得ない状況にもなっている。
人間関係などに制約が多く反社会的勢力との関係も大きい共同危険型暴走族よりも楽に活動しやすいことから、従来よりも不良少年が違法競走型暴走族に流入する傾向にあり、活動内容的に差異が薄い者もみられる。

#### 種別

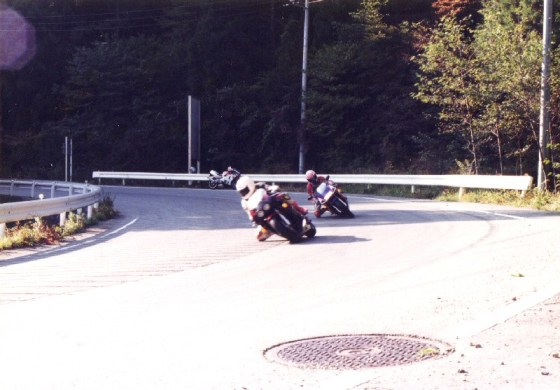
1995年頃の道坂トンネル付近の道路。ローリング族の走行が確認できる。

活動内容の違いによって、呼び名にはいくつかの種別がある。子細は「走り屋#種別」も参照。なお、共同危険型の「暴走族」ないし「旧車會」「バイカー」などの自ら呼称する集団とは異なり、以下の呼称は警察やマスコミにより命名された通称であり自称するものではない。
ルーレット族
首都高速都心環状線や阪神高速1号環状線など、都市高速道路の環状部分の周回に要した時間を競いあう。「イベント」開催時にはパーキングエリアを大挙して占拠することもある。関西では環状族とも呼ばれる。
ローリング族
峠道で急カーブの続く道程を競走しあう。オートバイの場合はコーナーリングフォームを仲間に見せるために、同じカーブを何度も繰り返し走行することがある。山間部の一般道や観光路線などが用いられる。
ドリフト族
峠道や港湾地区の一般道などで、車体を横に滑らせてタイヤをスリップさせながら走るドリフト行為を行う。タイヤが擦れるスキール音が非常に大きいのが特徴である。
ゼロヨン族
夜中に埠頭や工業団地など広い直線道路に集まりドラッグレースを行う。「ゼロヨン」とはドラッグレース競技全般に対する通称で、1/4マイル（約402m）区間競技が多いことから「0-400m」の略語。
湾岸族（最高速型）
湾岸線やアクアラインなどの直線的な高速道路に出没し、300km/h近い最高速を競い合う者たち。

## 歴史

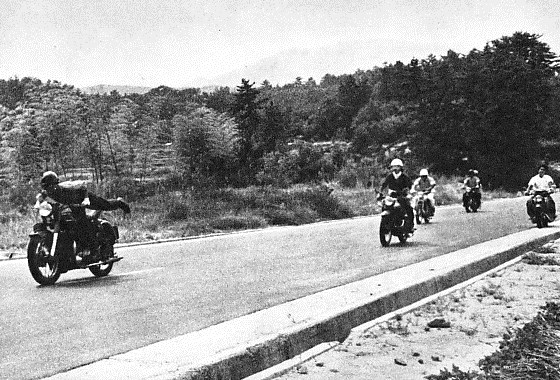
カミナリ族

### 勃興
1950 - 1960年代頃から、富裕層を中心に当時まだ高価であったオートバイを集団で乗り回す若者が登場、サイレンサーを外してけたたましい爆音を響かせながら走り回る様から「カミナリ族」という呼称が生まれた。交通戦争が問題になっていた当時、交通を妨げて疾走することから交通事故が懸念されたものの、時代は高度成長期であったため、社会が大きく変容することのストレスを受けた心理社会的モラトリアムの範疇として、マスメディアや文化人を中心にある程度容認される傾向も見られた。
1970年代になると、中学や高等学校において管理教育がスタートし、ストレスを受けた一般的な学生や生徒の間で「狂走族」を行う不良少年の存在が憧れの対象となっていった。中には、暴力団などの反社会的勢力とも繋がって暴行・恐喝事件を起こす者も一部におり、一般市民への暴力事件やグループ同士の抗争事件が社会問題として取り上げられることもあった。1972年に富山県富山市中心部の城址大通りから端を発して全国に広がった騒動をきっかけに、「暴走族」の呼び名が広まり警察当局もこの名称を公文書に用いた。
東日本では、1972年ごろからグループ化が始まり、1974年には確認されているだけで86件の抗争事件が発生。同年にはグループ数の増加が顕著となり、日本各地のグループが「東北連合」、「関東連合」、「武州連合」などといった連合体を結成する動きも見られた。
1975年上半期の時点では、全国に571グループ、約2万3千人が存在しており、包丁、火炎瓶、ヌンチャク、角材や木刀などで武装するグループも現れた。グループ同士の対立の増加は、結果として「自衛を目的とした連合の結成」を促すこととなり、1975年ごろの大組織の台頭は小組織の小競り合いを減らした反面、抗争の規模を肥大化させ、グループ同士の争いのみならず、暴徒化した一般の群衆を巻き込んだ暴動にまで発展することもあった。この時代になると、社会の安全を脅かす存在として、従来の「モラトリアムの範疇」という論は低調になっていった。
1977年頃の東京における暴走族の大規模な集結地は大井ふ頭、砧公園、表参道となっていた。特に表参道では、休日の日中に数千台の自動車やオートバイが集まることも珍しくなかった。警察は通行規制で対応したものの抜本的な解決策にはならず、1978年の道路交通法改正へとつながった。この法改正により「共同危険行為等禁止規定」が新設され、一旦は鳴りを潜めたが、以後も再び勢威は増していった。元来のカミナリ族の嗜好に相当する、運転技術を重視するスタイルの者は、仲間うちで「街道レーサー」と呼ばれた後に「走り屋」を自称し、その様態は存続し続けるが、一時的に社会の注目は薄れていく。なお、表参道は令和の現代においても、大音量のスーパーカーで急加速や車線変更を繰り返す脱法型暴走族が多数存在している。

### 共同危険型の盛衰
1980年前後に暴走族は最盛期を迎えた。警察庁の1980年11月調査では、全国で754グループ、38,902名の暴走族が確認された。これは1980年6月に比べて10.8%増の数字である（女性暴走族は948名から1,426名に増加）。低年齢化も進み、15歳以下の構成員は、1976年当時の47名から1,208名へと約25倍になっていた。1981年にもグループ数はさらに増加し、835グループが確認され、8,255名が検挙された（前年比82.5%増）。
彼らはパンチパーマに剃り込みを入れた髪型に、革ジャンか刺繍などの装飾を施した特攻服を着用、自身らのことを“ツッパリ”という語で呼ぶようになり、徒党を組んで集会などを行った。この後、「ツッパリ」は暴走族以外にも拡大し、次第に不良行為を行うことで自己を顕示する少年少女らのスタイルとして定着するようになる。ツッパリファッションを身にまとった「リーゼントロック」音楽バンドが、当時の管理教育に反発する少年層の間で大流行し、ツッパリファッションを子猫に着せた「なめ猫グッズ」が発売されたのもこの時期である。
しかし暴走族文化の拡大とともに、本来は「10代の若者が、学校や社会に反発していることを示す行動様式」とされた暴走族は、次第にOBを含めた上下関係や既存の暴力団との繋がりを持ち、グループ内の制約遵守や規律を守らない構成員に対する制裁などの掟に、構成員はがんじがらめとなってきた。若者を取り巻く環境の変化に伴って、この厳しい伝統的拘束を嫌う傾向が青少年層に強く見られるようになる。少子化による若者人口そのものの減少に加え、地縁で結ばれた先輩後輩関係の強力なリーダーシップの希薄化、集団行動への忌避意識の高まりといった風潮の影響も受け、大きな責任を背負って主従関係を維持し、組織を編成・運営していくスタイルは成り立ちにくくなってくる。
これに替わって、1980年代半ば以降の大都市においては、厳しい上下関係を嫌う者たちが、アメリカのストリートギャングを真似た「カラーギャング」や「チーマー」と呼ばれる集団へ流れる傾向が見られた。1990年代以降では少年向けファッション誌などの登場に代表されるファッション性重視の少年層増加に伴い、旧来の特攻服をまとったスタイルに垢抜けない「時代遅れ」的なイメージを持つ傾向が強まり、暴走族文化は若者の間で次第に廃れていった。
2010年代になると沖縄県など暴走族が残っていた地域でも減少し、沖縄タイムスは理由として若者は暴走より移動手段としてバイクを重宝するようになったこと、スマホの台頭ですぐに人と繋がれるようになったことなどを挙げている。

### 違法競走型への移行と高年齢化
こうした流れを受け、仲のよい不良少年同士が組織やルールといった従来スタイルに囚われずに、多くても十数名程度の小集団で適当に集まって散発的な暴走行為を行うケースが主流となっていった。これらでは、従来の「ヤンキースタイル」をしているケースは稀で、大集団となる傾向は見られない。また、バイクのアクセル音でリズムを刻むことを追求したり、ただ単に「乗りたい」というだけの行動や、走りを重視するゼロヨン族やドリフト族など、新しい形態の暴走族に姿を変えていく傾向が見られ、社会への反抗といった思想性や既存の特定集団への帰属意識は薄れていく。警察でも従来の調査方法では実態を把握しづらくなってきたことから、1994年からは「従来型」の暴走族に対し、ローリング族やゼロヨン族を「非従来型」として分離して統計を取るようになった。これによって、1995年には暴走族総数のうち非従来型の暴走族の割合が26.4%を超えていることが判明するなど存在感が増し、彼らが高速道路や山岳道路を占拠する状況が社会問題として取りざたされることも増えてきた。警察では1999年から、従来型の暴走族を「共同危険型暴走族」、非従来型を「違法競走型暴走族」と呼ぶようになっている。
一方で、地方では「ヤンキースタイル」が社会的反抗の様式として伝統的に残っている地域・集団もあり、ある種の「モラトリアム・ファッション」として共同危険型暴走族の形を取る少年が見られる。ただ、これらは1980年代の懐古趣味スタイルという位置付けで、個人が単なるファッションとしてそれを行っているに過ぎないケースも多く見られ、やはり思想背景は含まないものとなっている。
1990年代後半には社会環境としても、暴走族が地域の繁華街や観光地・イベントに出没し、周囲を威嚇するなどの行為への対策が急務となった。1999年、宮城県は県人口に対する暴走族参加率が全国一となったことを重く受け、都道府県として全国初の暴走族追放条例を施行した。更に2003年には罰則規定を盛り込んだ宮城県暴走族根絶条例となった。
2002年には広島市で暴走族追放条例が施行されたのを皮切りに、全国の自治体で暴走族の取り締まりを目的とする条例を制定する動きが広がった。2004年には、道路交通法改正により、共同危険行為の摘発に際して必要だった被害者の証言が不要となり、現場の警察官の現認のみで逮捕が可能となった。全国のグループ構成員の総数は、1982年の4万2510人をピークとしてその後は減り続け、2005年には1万5086人となっている。2010年には、警察庁が統計を取るようになった1975年以降で初めて1万人を下回る9064人となったが、その過半数は特定のグループに加入していない者たちであるため、たとえ一部の者を逮捕しても他の暴走族の情報を入手しづらいことから、全体像の実態把握を難しくしている。
かねてより共同危険型暴走族は減少していたものの、違法競走型暴走族の摘発はしばらく増加を続けており、そのうえ違法競走型暴走族の場合は、大規模に集団走行している場合を除いて共同危険行為による摘発が難しいことが問題となっていた。しかし2010年代初頭を節目に違法競争型暴走族員数も頭打ちとなり、以後の構成員数は横ばいまたは微減が続いている。
若者離れの影響により、従来であれば後輩を加入させることで「成人したら引退する」といった慣習があったとされる共同危険型暴走族では、既存構成員が成人になった後もずるずると所属し続けたり、勢力維持のために成人OBを呼び戻す例が増えるようになった。加えて2000年前後からは、OBや未経験者の成人が独自に暴走族を結成した「旧車會」も現れるようになった。もともと年齢層が高めな傾向がある違法競走型暴走族の場合も、2008年には50歳代2人を含むグループが検挙されており高年齢化が進行している。暴走族構成員の平均年齢は年々上がってきており2006年からは成人が過半数となった。30歳代から40歳代の成人が検挙されるなど、相対的に少年層よりもこれらの活動のほうが活発という地域も発生し、さらに暴走族の平均年齢を押し上げる要因となっている。
2023年現在、暴走族構成員は最盛期（42,510人[1982年]）のの約4/29となる5,850人（違法競走型暴走族は1,271 人）、グループ数は最盛期（1,313グループ[2002年]）の約1/10となる137団体と大幅に減っており、今後も減少傾向が続くと予想されているが、2020年以降においては5,800人前後での横ばい傾向が続いている。また、暴走族の年齢別では少年が2,327人で、少年の割合が39.8%と2018年以降50%を切っている。また、沖縄では2008年から2018年で検挙された人数が1/6となっている。更に、旧車會は、違法行為を敢行する者として警察が把握した数で、2023年で5,351人である。

### 取り締まり
従来は路上に罠を仕掛けて一斉検挙・現行犯逮捕を行うスタイルが広く行われていた。しかし通常の道路交通に支障を来す点、被疑車両が転倒して被疑者が負傷する場合がある点、乗り捨てて逃走する者も多い問題から、次第にパトロールカーまたは路上で、ビデオカメラで被疑者の顔と車両を撮影し、撮影した映像・画像を解析した上で、被疑者の住所・氏名を割り出し裁判所に逮捕令状を請求、後日通常逮捕を執行するケースが一般的となった。

## 社会の対応
1970年代以降は、不良少年が既存の暴走族グループに居場所を求め急速に規模を拡大していた。また、暴走族の中に特定のファッションやスタイルが生まれると、これに憧れや興味を持った少年をさらに集めていく循環に陥り、未成年の比率が80 - 90%を占めていた。一方で、これらに対しては「社会に適応する準備段階において発生する反発」や「まだ方向を見出せない若いエネルギーの発散」の範疇として、迷惑行為とはされながらもモラトリアムとして容認される向きもあり、警察側も無理な追跡は（事故を防止する上でも）避けるといった傾向も見られたが、次第に道路の占拠や騒音で迷惑度を高め、抗争や暴徒化で暴力事件を引き起こすなど凶悪化していくと、傷害や窃盗などで検挙されることも増えてきた。こうした状況の解決には、カミナリ族の勃興当時には単なる交通違反の取り締まりとして対応されていた状況から、交通違反のみではなく三ない運動のように家庭や学校などを含めた少年非行問題としての対策へと転換する必要に迫られた。

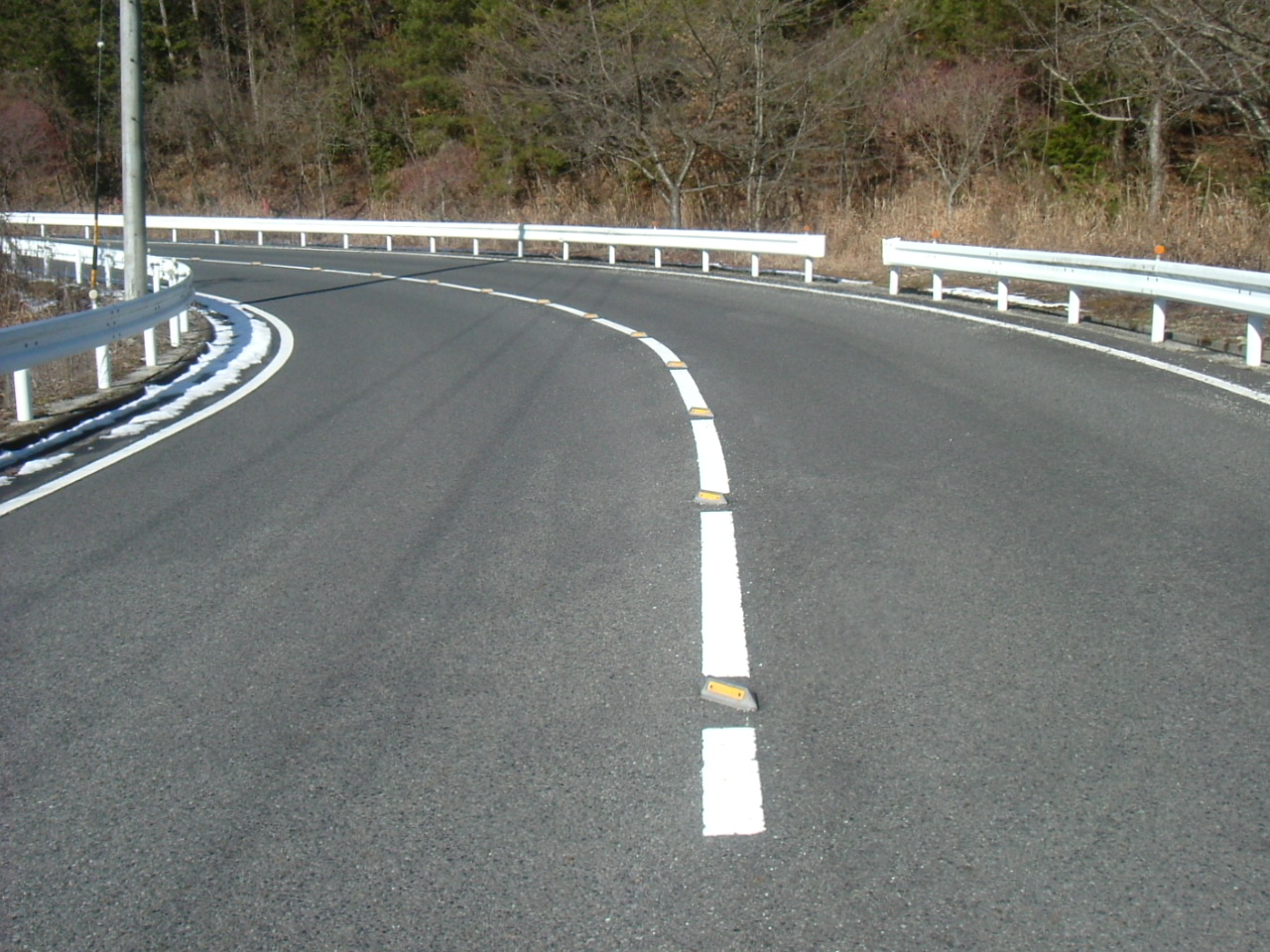
センターライン上にチャッターバーが設置された峠道

一方で、このような未成年者の問題とは異なり、違法競走型暴走族は構成員の社会属性などに特定の共通性を見いだしづらく、また成人が多くなった現在の共同危険型暴走族も同様であることから、そういったものへの対策は交通違反を逐一取り締まっていく従来型が主となる。ルーレット族の集会や初日の出暴走のように規模の大きなものには、パーキングエリア内の集団を解散させたり検問を行うなどして取り締まっている。違法競走型暴走族の大規模な暴走行為にも共同危険行為が適用されている。しかし、一人もしくは少数グループでのゲリラ的な活動が増加しており、それらの取り締まりは非常に困難である。ドリフト族への予防的対策としては、カーブの路面に凹凸の段差舗装を設けたり、センターライン上にチャッターバーを設置したりすることや、峠道入り口での検問や夜間閉鎖などの措置が取られている。
暴力団が一部の暴走族を組織化し、一定の庇護や武器・薬物の提供を見返りに、上納金を納めさせて資金源とする例も見られる。暴走族構成員の少年にアルバイトを世話したり、パーティー会場を斡旋してパーティー券を販売させるなどで、その収益の一部を手数料や上納金として徴収する。1977年からは暴走族の違法薬物による検挙が顕在化している。暴力団と一定の関係を持つ暴走族では、構成員の一部が暴走族「卒業」後に暴力団員として雇用され、暴力団の予備軍的存在となっており、暴力団との関係を断つためにこうした暴走族の解体も図られている。

### 助長の禁止

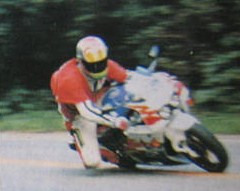
1990年代の2輪ローリング族

法律では暴走族および違法改造車に対して、給油や車検など「暴走族を利する行為」を明確に禁止する規定がないが、その代替として各都道府県の条例により、暴走族や違法改造車に対し違法行為の助長を禁止している例はある。
熊本県の「熊本県暴走行為の防止に関する条例」を例とすれば、同条例で暴走族および違法改造車に対し、以下のような行為（暴走族の助長）を禁止している。
- （暴走行為を助長する改造の禁止）暴走行為を助長するような自動車等の改造をしてはならない（条例第5条1項）
- （違法改造車への給油の禁止）整備不良車両もしくは車両番号票を取り外し、隠ぺいし、若しくは折り曲げた自動車等の運転者に対し燃料を販売してはならない（条例第5条2項）
- （特攻服、旗の製造の禁止）衣服、はちまき、旗等の刺しゅう又は印刷を業とする者は、衣服等に暴走行為を行う集団の名称その他暴走行為に関する表示の刺しゅう又は印刷をしてはならない（条例第5条3項）

## 文化

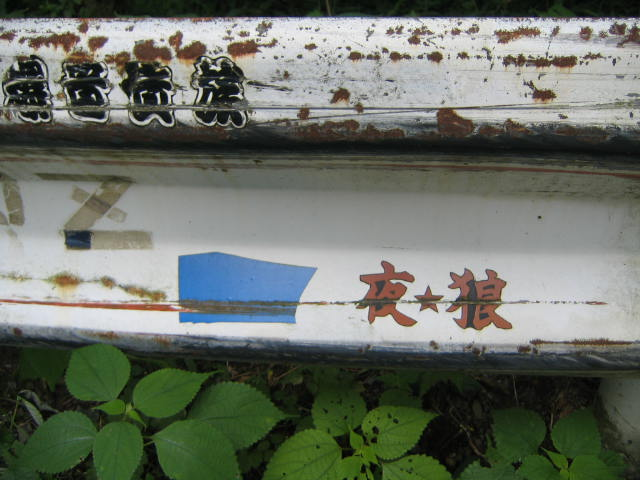
共同危険型暴走族にステッカーを貼られたガードレール（山梨県道志村の国道413号線）

暴走族は自分たちの存在を誇示するために、それぞれ固有の旗やユニフォームを持っている場合があり、それを表す文字や記号を沿道の建築物の壁面や塀、道路設備（電柱や立看板）などに落書きしまたステッカーを貼るなどの縄張り宣言、ヴァンダリズムが行われることもある。共同危険型暴走族は、それに当て字でわざと旧字体のような難しい字や意味のよくない漢字を用いることが多い（例:「夜露死苦（よろしく）」「愛羅武勇（アイ・ラブ・ユー）」）。
服装は、共同危険型暴走族の場合、かつては特攻服や甚平などが多かったが、そういった文化が廃れた地域では通常の私服が多くなってきている。運転をする際には、基本的にヘルメットを着用しない「ノーヘル」である場合や、ハーフ型ヘルメット（半キャップ、半帽、半ヘル）を被らずに首に引っ掛けたり、あご紐をきちんとかけずに後ろ下がりに被る「あみだ被り」などの姿が多く見られる。対して違法競走型暴走族はこのような服装はとらずモータースポーツの模倣という側面から、逆にヘルメットなどセーフティギアに関する関心は高い。共同危険型暴走族のイメージと同一視されることを嫌う傾向もある。違法競走型暴走族は「走り屋」の自称に拘るなど違法性（またはその可能性）に対する意識が共同危険型暴走族よりも希薄で、あくまでも自らの活動は各個人の運転欲求に伴う「趣味」だと捉え、一般から迷惑行為と判断される状況を、自分たちは社会から冷遇されているのだと認識している傾向にある。
アマチュア・モータースポーツとして正規のサーキットで合法的に走行を楽しんでいながらも、同時に公道暴走も行っている者も少なからず存在する。さらには、土屋圭市ら公道暴走活動からプロのツーリングカーレーサーになった人物もおり、モータースポーツの中でもツーリングカーレースや二輪レースは違法競走型暴走族の行動形態と親和性が高いため（漫画『バリバリ伝説』のストーリーは典型）、違法競走型暴走族をこれらモータースポーツの「登竜門」として肯定的に捉える言説もある。日本における二輪レースのイメージが四輪レースに比べて未だに悪い要因は、これらのネガティブイメージに起因しており、二輪モータースポーツ振興の妨げとなっていると見る向きも多い。
違法競走型暴走族の車を待ち伏せして襲う「走り屋狩り」や「つぶし屋」などを行う共同危険型暴走族も存在する。騒音や危険運転など両者の行為一般は似ている面が多く、いわゆる威圧、嫌がらせ目的であったり単に憂さ晴らしである場合が多いとされるが、それに加えて高級スポーツカーや大金を投じた改造車など、経済的に裕福そうな違法競走型暴走族を対象とした恐喝、強盗も少なからず存在している。
二輪車の運転免許を取得できない小・中学生や未取得の高校生の中には、自転車に乗って共同危険型暴走族のような運転を行う「自転車暴走族」も存在する。これらについては、道路交通法の「軽車両の並進の禁止」での検挙が行われている。暴走族への憧れから、自転車にカウルやマフラーなどを模した飾りをつけて、共同危険型暴走族の「族車」に見立てた「改チャリ」にしている場合もある。

### 車両

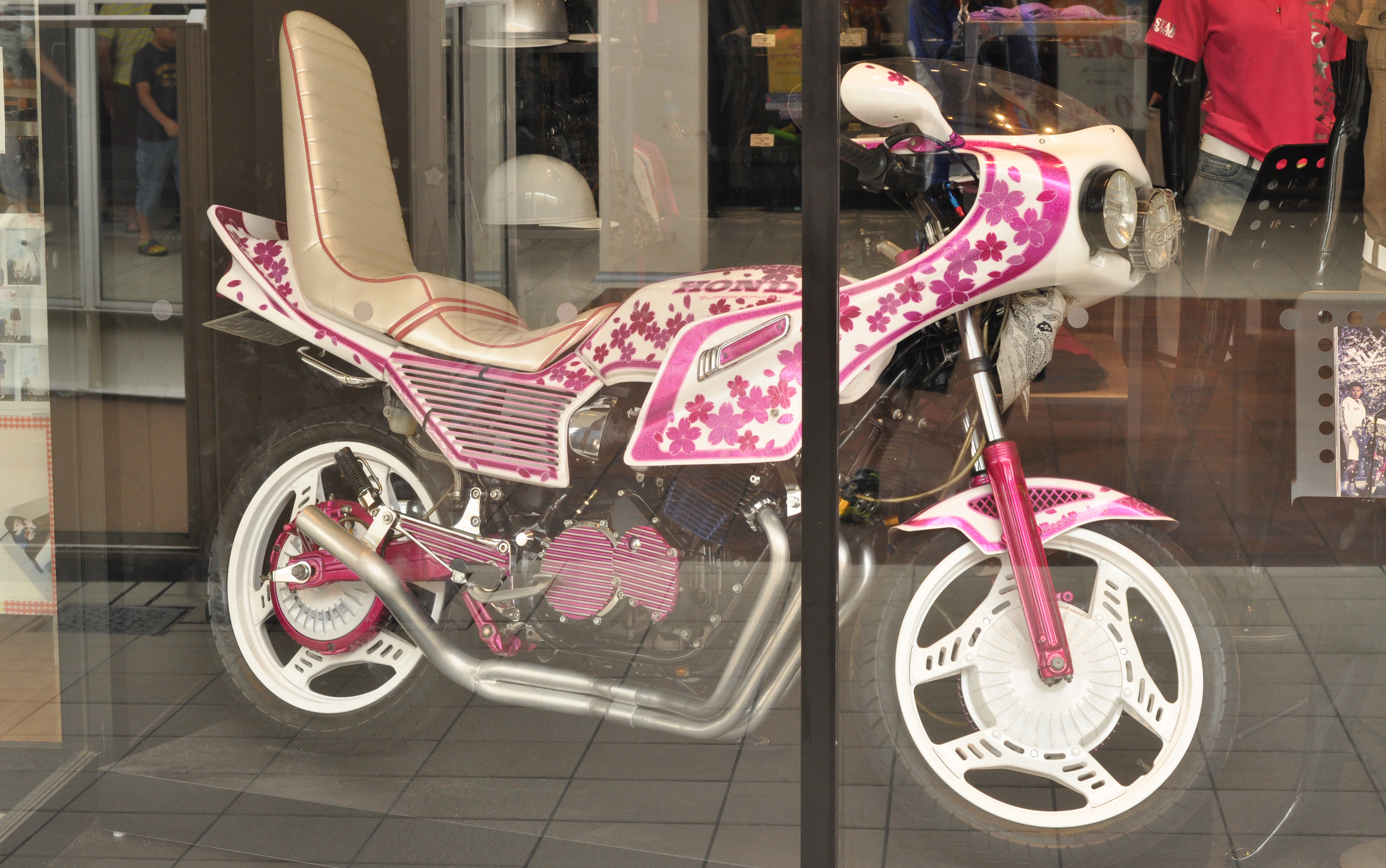
暴走車両の典型的改造が施された車両

暴走族が乗る車両はほぼ例外なく改造が施されることが通例で、騒音規制や二輪・四輪車の保安基準に違反する違法改造である場合が大半である。特に違法競争型の場合あくまで｢改造＝速さを求める行為｣であり違法改造状態はその副産物に過ぎない（ことが多い）ため、専門誌でも合法改造スタイルの特集を組むことがある。
共同危険型暴走族は装飾性に重点が置かれる「カスタムカー」のスタイルを取るのに対して、違法競走型暴走族は走行性能の向上を目的に行われる「チューニングカー」のスタイルとなっている。また、共同危険型は意図的に騒音を大きくするための改造が行われ、違法競走型の場合も性能向上が結果的に騒音を生むため、どちらの車両でも一般車と比べて騒音性が高い。共同危険型の車両は「族車」という俗称で呼ばれることがある。
元になる車両はどちらも国産車が中心になっている。共同危険型では希少な1980年代の旧型車が二輪・四輪ともに人気が高く、四輪車は普通乗用車（3ナンバー）のセダン（特にFR車）が多いが、他にもミニバンを派手に改造・装飾する「バニング」や、高級セダンを独特の改造を施す「VIPカー」と呼ばれるものなど、それぞれの嗜好に応じて多様な車種が用いられる。違法競走型では、速さを競う必然上から走行性能上位車種に限定され、二輪車はスーパースポーツやプロの競技用車両をスペックダウンした「レーサーレプリカ」、四輪車はスポーツカーと、それに準ずるスポーツセダンやライトウェイトスポーツなどの「スポーティーカー」が多い。車両価格が高価なため少数派ではあるが、日本国外のスポーツカーに乗っている者も存在する。

#### 違法改造

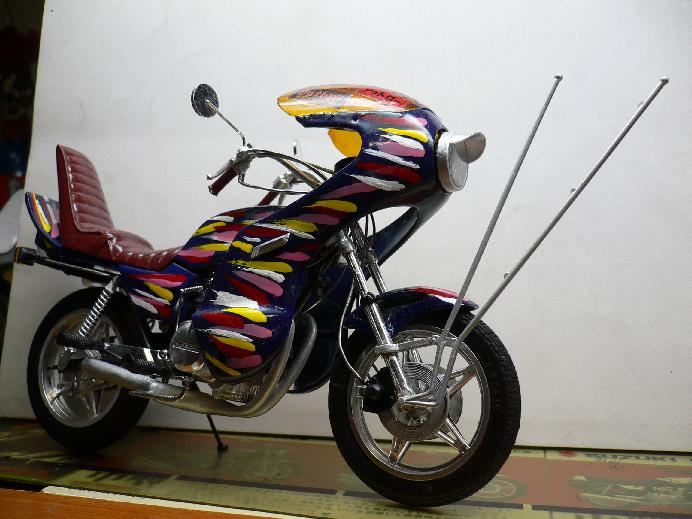
共同危険型暴走族の改造を模したホンダ・ホークIII/CB400Nのプラモデル

装飾については、違法競走型も一部装飾性の高いエアロパーツやステッカーなどが施される場合もあるものの、見た目の特異さは共同危険型の方がより強い。
二輪車の場合、「三段シート」「爆音マフラー」もしくは「デビル管」「絞りハンドル」または「アップハンドル」の装備が基本で、加えて、派手な模様などの塗装、「ツッパリテール」「ロケットカウル」「布たれ風防」などの装飾部品を装着する。非常に高い二連ロケットカウルと電飾を装着した二輪車は「ブチ上げ」と呼ばれる。このほか大半の車両はナンバープレートが跳ね上げられ、ホイール（スイングアーム）長を伸ばしたり、赤く発光することが義務である尾灯の白色化、白の不動光が義務である前照灯を閃光を放つように改造する者もいる。四輪の場合、車高を下げる「シャコタン（ローダウン）」、タイヤのサイズダウン、「爆音マフラー」装着が基本で、加えて「ロングノーズ（前方に突き出したボンネット）」「デッパ（出っ歯：鋭利なチンスポイラー）」「竹槍マフラー（跳ね上げた長いマフラー）」「オーバーフェンダー」などの装飾部品を装着することが多い。装飾部品はかつて町工場クラスの所で製造されていた。
共同危険型車両が当初目指したのは、「チョッパー」（映画『イージー・ライダー』などに登場した改造車）仕様、並びに「レーサー」仕様、「プレスライダー」仕様を、それぞれ再現することである。
チョッパー仕様の場合、当時の輸入二輪車両は100万円 - 300万円もしたため、購入可能な国産二輪車で、アップハンドルは絞りハンドルで、シーシーバー（背凭れ）は三段シートで、フィッシュテールのマフラーは竹槍マフラーでそれぞれ再現しようとした。
レーサー仕様ではロケットカウルを取り付けることになる。本物のレーサーの場合、セパレートハンドルなどで低い位置にハンドルを取り付けているが、市販車にそのまま取り付けるとハンドルとカウルが干渉してしまう。対処法としてカウル自体をハンドルが干渉しない位置に取り付ける方法と、ハンドルを絞りハンドルにしてカウルとの干渉を避ける方法があった。前者の場合、当時の市販車のハンドル高にあわせると必然的にカウル取り付け位置は高くなる。
プレスライダー仕様の場合には、手本となる仕様自体が市販の国産二輪車を改造したものであるため、他の仕様と比べて再現度が一番高い。当時のプレスライダーが乗る二輪車では、渋滞中のすり抜けを行う際にハンドルが四輪車のサイドミラーと当たるのを避けるために絞りハンドルや鬼ハンドルに改造したり、風圧による疲労低減のために布たれ風防をつけている者がいた。また、彼らは所属する報道機関の旗をつけるために旗棒を取り付けていた。
こうした成り立ちに対して、世代が変わる毎に理念は失われ、個々の改造が「なぜその仕様になったのか」に関係なく全てを取り込むようになり、派手さを強調する方向へ変化していった。
「レディース」の場合、スクータータイプの原動機付自転車が使われることが多く、シールやカッティングシートなどで装飾したり、ナンバープレートを着脱ないし可倒式などで偽装することはあっても、車両自体は改造されていないことがある。
典型的な暴走族のカスタムを施された車両は、現在は日本よりも欧米での人気が非常に高く、特にアメリカでは各州で様々なイベントが行われている。

#### ベース車種
二輪車は、古い空冷”四気筒”エンジンの400ccネイキッドバイクが好まれる。発売当時は教習車両として使われるほどありふれたバイクであった。
エンジン内のクリアランスが大きく、冷却水の配管やカウルで覆われていないためよく音が響くためである。大型バイク（600㏄以上）の場合は、コールのアクセルの動きについていけず、トルクが強いためタイヤを引っ張り、停止してのコールが難しかったりと選ばれないことが多い。現役時代的にはカギをかけずに駐車する事も多かったゆえに盗みやすかったとの事。新車段階でゼファーのように騒音が酷いモデルもあったとされる。レーサーレプリカと比較してそこまで手をかけて作られたとは言えないバイクも多い。ハーレーダビッドソン（MCギャング）にもみられるが、あまりコールではなく直管や素の状態でバリバリとうるさい場合がほとんどである。
共同危険型として、1970年代のモデルではホンダCB750FOUR、カワサキ750RS (Z2)、750SS MACH、スズキGT750、ヤマハTX750などが人気である。
大型二輪免許規制後は、ホンダCB400FOUR（ヨンフォア）、CBX400F、CBR400F、ホークII/ホーク III（バブ）、スズキGS400E、GSX400F/GSX400FSインパルス、GSX400/250Eカタナ（ゴキ）、GSX400/250E（ザリ）、GT380（サンパチ）、RG250、カワサキZ400FX（フェックス）、Z400GP、GPZ400/GPZ400F、KH400/250（ケッチ）、SS350/250（マッハ）、Z250FT、ヤマハXJ400E、RD400、RZ250/350など。
1990年代以降の高年式車としては、カワサキ・ZEPHYRやホンダ・CB400SF、ヤマハ・XJR400/XJR400R、スズキ・インパルス(GK79A/GK7CA)、カワサキ・ZRX/ZRX-IIなど。
2000年代には、ビッグスクーターの流行に応じて中型排気量のスクーターを使用しているケースも見られるようになった。
また、強い人気を持つホンダ・CB系統に連なるデザインのホンダ・JADE、ホンダ・CB125T、ホンダ・CBX125、ホンダ・MBX、ホンダ・APEなども対象とされる事例がある。
二輪車の違法競走型では、1980年代のレーサー・レプリカ・ブームにおけるホンダ・NSR250R、スズキ・RGV250Γ、ヤマハ・TZR250Rなどに人気があった。
四輪車の場合、セダンでは、「VIPカー」のベースとなるのは、マークII、チェイサー、クレスタ、アリスト、ソアラ、クラウン、セルシオ、センチュリー、セドリック、グロリア、ローレル、シーマなどの人気が高い。違法競走型の現行車種は、ラリー競技やジムカーナ、ダートトライアルなど公式競技でも活躍するものが主で、ランサーエボリューション、インプレッサWRXなどのスポーツセダンや、スカイラインGT-R、フェアレディZなどのスポーツクーペに人気があり、旧型車では、トヨタ・AE86型（カローラレビン/スプリンタートレノ）、スープラ、シルビア、180SX、旧型のスカイラインなどが根強く好まれている。中古車で購入する場合、ラグジュアリーカーは節税対策としての企業の社用車需要もあって新モデルに注目が集まり旧モデルが定期的に市場放出されるが、スポーティーカーでは車種ごとに熱心なファンも存在するためそもそも中古で出回る数も少なく、市場価格は高値安定傾向にある。
「バニング」のベース車両は、トヨタ・ハイエース、エスティマ、日産・キャラバン、ホンダ・S-MXといった、商用バンやミニバンが多い。

### 積雪地域
豪雪地帯では、冬季に積雪・凍結によって車両がスリップしやすくなり、警察に追われた場合に暴走族自身はもとより、周りの無関係な人々にも命の危険がおよぶため、シーズンオフが存在する。これらの地域では、活動停止期間の存在から年間を通じて組織を維持することが困難となり、構成員が少ない傾向がある。すなわち、冬季の積雪量・気温に依存した気候の影響で、構成員の分布には「北限」が存在する。太平洋側では宮城県、日本海側では新潟県が、シーズンオフのない北限といわれている。
例外的存在として、北海道には「徒歩暴走族」が存在する。冬期に札幌の繁華街である大通・すすきの・狸小路、あるいは、外の寒さを逃れて地下街に出没し、特攻服などの衣装を身につけ、集団で円陣を組んだり列を組んで練り歩き、グループ名を大声で連呼したり、奇声をあげたり、周囲の買い物客や店員を威圧する者もいる。徒歩であるため「暴走行為」ではないが、暴走族がオフシーズン中に行う活動なので、このように呼ばれている。
豪雪地帯以外でも、祭りなどで大規模な交通規制が敷かれる際に、バイクなどの車両に乗らず騒いだり暴徒化する例もあり、この場合も「徒歩暴走族」と言われることがある。

### 雑誌
雑誌『チャンプロード』を活動の参考にしていたグループの実例などもあり、同誌が共同危険型暴走族文化の維持に一役買っているという見方をする者もいる。また違法競走型暴走族向けの雑誌の場合、以前は違法な公道暴走や車両改造を教唆・幇助する内容が含まれていた。
共同危険型向け
- チャンプロード（創刊1987年 - 2016年休刊） - 笠倉出版社。
- ティーンズロード（創刊1989年 - 1998年休刊） - ミリオン出版。
- ヤングオート（創刊1981年 - 2001年休刊） - 芸文社。
- ライダーコミック（創刊1986年 - 1995年休刊） - 辰巳出版。

違法競走型向け
- Option（創刊1981年 - ） - 三栄書房。
- モトチャンプ（創刊1982 -） - 三栄書房
- OPTION2（創刊1992年 - 2015年休刊） - 三栄書房。
- ドリフト天国（創刊1997年 - ） - 三栄書房。
- バリバリマシン（創刊1986年 - 2002年休刊） - 平和出版。

### ファッションの疑似右翼性
1970年代後半から1980年代までの共同危険型暴走族ファッションの特徴のひとつとして、特攻服や日の丸鉢巻きを身に着け、車両に「愛国」「尊皇」「神風」などと（右書きで）書かれたステッカーを貼り付けるなど、国粋主義（右翼）的な意匠・記号が取り入れられている点が挙げられる。これらは1970年代当時、東京・築地などの下町地域に存在していた「極悪」というグループが紺色または黒色の特攻服（このグループでは戦闘服と称していた）を着用していたのが始まりとされている。ハーケンクロイツなどナチスの意匠・記号を好んで取り入れた暴走族も存在し、暴走族内部では、リーダーを「総長」、先頭を走るグループを「特攻隊」と呼び本隊の通行を止めないように交差点でコールをし他を威嚇し強制的に交通を遮断したり抗争時には先頭で飛び込む役割を果たす、「けつ持ち」とは特攻隊とは逆に本隊を取り締まろうと追跡してくる警察車両など本隊とは直接関係のない他車が入り込まないように交通を妨害する、「旗持ち」は二輪車の後座席でグループの旗を持つ、リーダーの護衛を「親衛隊」などと呼称している事例も多い。
しかし、よく指摘されることだが、暴走族が日章旗や菊紋章などの右翼的なシンボルを用いるのは天皇や国家への敬意の念からではなく、むしろ「怖そう」「恐ろしそう」なイメージを流用するためだった。暴走族のシンボリズムはオリジナルの意味をかなり自由に翻案したものだった。

## 日本以外での類似集団

### アジア

#### 韓国
韓国では「ポクジュジョク」（폭주족:暴走族のハングル読み）と呼ばれる集団が3月1日の三・一独立運動、8月15日の光復節の記念日にあわせて国旗を掲げて大韓民国国会議事堂を目的地にソウル特別市を集団暴走する事象が発生している。日本の暴走族漫画や初日の出暴走に感化された者が多い。中には民間の救急車やレッカー車も暴走に加わり取締りを妨害する事例も報告されている。構成員は特に中高生が多く、暴走族専用のネットカフェも存在するほどで、車線逆走や信号無視などの危険運転やそれに伴う死亡事故が相次いでいることから、韓国では社会問題ともなっている。警察では毎年暴走シーズンになると警官や警察車両などを大量に投入しているが、数が多いことから対応できず、ナンバー読み取り用のカメラを設置したりするなどの対応に追われているのが現状である。

#### 北朝鮮
朝鮮民主主義人民共和国では、2000年代に入ってから都市部で国産バイクや中国から流れてきた中古バイクが流通し、暴走族が出没するようになった。これらの無謀運転により事故も誘発され、暴走族自身や事故の巻き添えになった一般人に死傷者も出ている。暴走族を追うための車が無かったため、現地の警察当局による暴走族の摘発に手が回らない状態であった。

#### 中国
中華人民共和国では「飆車族」「飆車党」と呼ばれており、日本の環状族のようなものが存在する。

#### タイ
タイ首都バンコクなどで暴走族が出没するようになった。タイでも現地語に訳された日本の暴走族漫画が幾つか出版されており、日本国内や韓国同様、それらを読んだ若者達が感化され、夜中に大勢でバイクに乗って騒音を撒き散らしたり、スピード違反や信号無視などの交通ルール違反を犯している。これらの無謀運転により事故も誘発され、暴走族自身や事故の巻き添えになった一般人に死傷者も出ている。所得格差のためか、彼らの乗るバイクのほとんどが盗難車である。タイの警察当局も現状を見かねて強硬姿勢で暴走族の摘発に取り組んでいる。日本の旧車會風ライダーも目撃されている。

#### サウジアラビア
サウジアラビアを中心とする中東地域では、公道(特にだだっ広い直線道路)でいわゆる｢直ドリ｣｢卍｣などと呼ばれるスタイルのドリフト走行を行う者が存在している。この行為はインターネット上でTafheet（発音は｢タッフィート｣に近い）、サウジドリフト（Saudi Drifting、KSA Drifting）などと呼称される。沿道に見物人も多く集まる中、一般車も通行している脇を平然とドリフトですり抜けるなど危険性が高い。車両は通常のCセグメント～DセグメントFFセダン（特にソナタ、カムリ、アコード（日本名インスパイア））が用いられることが多く、外見上改造などは行われていない模様。

### オセアニア

#### オーストラリア
オーストラリアではアウトロー・モーターサイクルクラブが活動しており、1970年代から社会問題化していた。1979年公開の映画『マッドマックス』では当時の凶悪化した暴走族問題を取り上げているが、予算を浮かせるために暴走族役として本物の暴走族を起用している。

#### ニュージーランド
ニュージーランドでは「ブラック・パワー」や「モングレル・モブ」といったマオリ族のストリートギャングが白人のアウトロー・モーターサイクルクラブのスタイルを模倣していた。その後、そのようなギャングの若い世代のメンバーはバイカー風のエンブレムを継承しながらクリップスのようなヒップホップスタイルに移行した。

### ヨーロッパ

#### EU圏
ベルギーのイスラム系移民で構成されたカミカゼ・ライダースはISILへの支持を表明し、テロ容疑でメンバーが逮捕された。

#### イギリス
ヨーロッパ全域にアメリカンスタイルのアウトロー・モーターサイクルクラブが活動しているほか、イギリスではロッカーズやモッズのような若者集団の間で、バイクがアイコンとして使用されてきた。
2010年代後半より、「モペッド・ギャング」もしくは「スクーター・ギャング」と呼ばれるフルフェイスヘルメットを被ってモペッドやスクーターのような小型バイクに乗り徒党を組む集団により、ロンドンなどの市街でスマートフォンなどを狙ったひったくりや強盗といった犯罪が多発しており、同様のギャングによるナイフを使った殺人事件の増加や警官削減政策と合間って、ロンドンの治安悪化を象徴する存在として扱われている。

### アメリカ大陸

#### 米国・カナダ
米国でも、昼間にフリーウェイを集団で爆音を立てながら大型オートバイで疾走することを好むような集団がおり、これらはモーターサイクルクラブと呼ばれ、カリフォルニアなど一部の都市周辺部・郊外での活動も見られる。ただし当地では、これら集団の立てる爆音も国民性にも絡んで寛容な傾向が見られ、また集団の構成員も30代・40代といった大人が多く、健全な趣味の範疇として扱われる。主に1970年代の懐古スタイルである場合が多く、ハーレーダビッドソンの二輪車を好むとされる。
これらの集団は季節労働者として全米を移動しながら活動していると見られており、また健全な趣味として認知されるべく、ハイウェイ周辺のゴミ拾い活動を展開するなど、社会奉仕活動に率先して従事する姿も見られる。その多くは成人の肉体労働者（ブルーカラー）であるため、自身の健康を損なう麻薬には手を出さない・社会のルールを守るなど、一定の自負をもって活動している様が見られ、日本の反社会的な存在としての暴走族とは大きな違いがあり、社会的に容認されている。
しかし、その一方でヘルズ・エンジェルスなどに代表されるモーターサイクル・ギャングはモーターサイクル・クラブ文化を基盤とした犯罪団体（ギャング）で、恐喝・麻薬取引および殺人事件に関わっており、日本の暴力団により近い凶悪な集団である。その構成員は成人であり、日本の暴走族のように暴力団や右翼団体の下部組織的性格はなく、独立した犯罪組織と見られる。似たものにアウトロー・モーターサイクルクラブがあるが、こちらはAMA (American Motorcyclist Association) に未認可のモーターサイクル・クラブを指すもので、犯罪組織とイコールではない。
ヘルズ・エンジェルスは1948年にカリフォルニア州で結成されたが、売春と麻薬の売買で挙げた利益、またはマネーロンダリングなどにより、社会問題化された1960年代には年10億ドルの闇利益を得ていたとFBIでは見ている。同団体はしばしば反体制のアンチヒーローのように見なされることもあり、たびたびメディア上にも登場するものの、白人至上主義を掲げたりといった問題行動が見られる。
同団体は健全なモーターサイクル・クラブであると自称しながらも、カナダ・ケベック州では1994年より爆弾の使用や対立組織への抗争などにより、巻き添えを含む100名以上の死傷者が発生している84件の事件、放火や行方不明に絡む130件の事件に関与していると考えられている。
ただし、この犯罪組織であるOMGの特徴とも言えるファッションや行動様式などのスタイルは、健全な趣味の範疇にあるモーターサイクル・クラブにも同様に見られる傾向が多く、外見上で両者を見分けるのは困難なようである。
違法競走型暴走族に関しては、長い直線道路を利用した違法なドラッグレースが多く行われている。ナンバープレートを外して走る悪質な者も存在する。地形的に曲がりくねった峠道が少ないことから、ローリング族は定着していない。
マイアミを始めとした都市圏では「Rideout」と呼ばれるオフロードバイクや全地形対応車を中心とした大規模な集団が社会問題となっており、道路を封鎖して交通の流れを妨げたり、ガソリンスタンドを占拠する、ウィリー走行を行う他、重大な事故を引き起こすことから警察による取り締まりが行われている。